# Threnody
Threnody ist eine niederländische Death-Metal-Band aus Schiedam, die im Jahr 1988 gegründet wurde.

## Geschichte
Die Band wurde im Jahr 1988 gegründet. In den Jahren 1990 und 1993 folgten mit Ode to the Lamented, auf dem Mark Van Bel als Schlagzeuger zu hören ist, und Profanation die ersten beiden Demos, ehe die Gruppe 1993 einen Vertrag bei Massacre Records unterzeichnete. Hierüber erschien im selben Jahr das Debütalbum As the Heavens Fall. Der Albumtitel sowie der Text des titelgebenden Liedes sind Ausdruck der Gefühlslage der Musiker 1993, dem Jahr des Jugoslawienkrieges, der Fremdenfeindlichkeit in Deutschland, dem Bulger-Mord in England und anderer Pessimismus hervorrufender Weltereignisse. Nach einer Europatournee Mitte 1994 zusammen mit Malevolent Creation und Sickening Gore ersetzte Richard van Leeuwen den Schlagzeuger John Suyker. Suyker hatte sich dazu durchgerungen, den Schulabschluss nachzuholen. Danach begab sich die Band erneut ins Studio, wobei als Produzent Gerhard Magin tätig war, um ihr zweites Album Bewildering Thoughts in den Commusication Studios in Deutschland aufzunehmen. Die Band bestand hierbei aus dem Sänger und Gitarristen Rene Scholte, dem Gitarristen Erik van de Belt, dem Bassisten Henry McIlveen und dem Schlagzeuger Richard van Leeuwen. Der Tonträger wurde 1995 veröffentlicht. Zudem erreichte die Band das Finale des größten Musikwettbewerbs in den Niederlanden, an dem sich 1.400 Bewerber beteiligt hatten. Nach einer weiteren, kurzen Tour durch Europa verließ der Schlagzeuger Richard van Leeuwen die Band und wurde durch Ernst van Ee ersetzt. Auch der Gitarrist Erik van de Belt verließ kurze Zeit später die Besetzung, woraufhin Menno Gootjes als Ersatz hinzustieß. Nach Auftritten zusammen mit Death, Sepultura und Paradise Lost, folgte eine weitere Tour im März 1996. Im September 1996 begab sich die Gruppe wieder ins Studio, um ihr drittes selbstbetiteltes Album aufzunehmen. Der Tonträger, der erneut von Magin produziert worden war, erschien im Jahr 1997. Danach verließ van Ee kurzzeitig die Band, woraufhin van Leeuwen zur Band zurückkehrte, ehe wieder van Ee zur Besetzung zurückkam. 1999 begann die Gruppe mit den Arbeiten zu ihrem vierten Album. Diese wurden jedoch unterbrochen, da Gootjes die Band verließ, um eine eigene Band zu gründen. In veränderter Besetzung nahm die Band 2004 das Album Control im Soundpark Studio in Schiedam auf, ehe es 2005 veröffentlicht wurde.

## Stil
Laut Armin Schäfer und Fabian Fischer im Buch The Ultimate Hard Rock Guide Vol I - Europe verarbeitet die Band auf Bewildering Thoughts neben Einflüssen aus dem Progressive Metal auch Thrash-Metal- und Hardcore-Punk-Einflüsse. In einer Extra-Ausgabe des Metal Hammers gab Anthony van den Berg an, dass die Band auf Ode to the Lamented Thrash-Metal-orientierten Death Doom spielt. Laut Gregor Arndt vom Metal Hammer kombiniert die Band auf As the Heavens Fall Death Metal mit Progressive Metal im Stil von Psychotic Waltz. Er beschrieb es zudem als atmosphärischen Death Metal, was Bands wie My Dying Bride und Anathema besser hingekriegt hätten. Claudia Pajzderski vom selben Magazin gab in ihrer Rezension zu Bewildering Thoughts an, dass die Gruppe sich hierauf „eindeutig auf den Spuren ihrer Landsleute Gorefest“ befindet. Die Gruppe spiele technisch anspruchsvollen Death Metal, dem es nicht an Abwechslung mangele. Pajzderski gab in ihrer Rezension zu Threnody an, dass die Band auf dem Album ihren Stil fortsetzt. Auf dem Album gebe es „Death Metal gepaart mit progressiven Parts und aggressivem Gesang“. Im Bang!-Magazin waren der Interviewer Andreas Reissnauer und der CD-Rezensent Patrick Schmidt in ihren Zuordnungen nicht kongruent. Während Reissnauer von Death Metal schrieb, den die instrumentalen Fertigkeiten bis hin zu „sehr guten Basslines, die ausnahmsweise sogar zu hören sind“, auszeichne, waren für Schmidt bei As the Heavens Fall Gothic und Doom dominant und nur der Gesangsstil ein Hinweis auf Death Metal.

## Diskografie
- 1990: Ode to the Lamented (Demo, Eigenveröffentlichung)
- 1993: Profanation (Demo, Eigenveröffentlichung)
- 1993: As the Heavens Fall (Album, Massacre Records)
- 1995: Bewildering Thoughts (Album, Massacre Records)
- 1997: Threnody (Album, Massacre Records)
- 2005: Control (Album, Redrum Recordz)